# Jelko Gros
Gabriel »Jelko« Gros, slovenski trener smučarskih skokov in športni funkcionar, * 13. september 1961, Kranj.
Gros je nekdanji trener slovenske reprezentance v smučarskih skokih, pod njegovim vodstvom je med drugim Primož Peterka dvakrat osvojil naslov zmagovalca svetovnega pokala. Trenutno je član komiteja za razvoj smučarskih skokov pri Mednarodni smučarski zvezi, občasno tehnični delegat oziroma član žirije na nekaterih tekmah svetovnega pokala v smučarskih skokih in poletih, večkrat tudi na poletih na planiški velikanki in strokovni športni komentator na TV Slovenija ob nekaterih tekmah v smučarskih skokih in poletih, običajno ob Andreju Staretu. Od leta 2009 je bil direktor Nordijskega centra Planica, ki ga je vodil do leta 2020. Leta 2017 je prejel Bloudkovo nagrado za »izjemen prispevek k razvoju slovenskega športa«.